# فلم ثلاثي الأبعاد

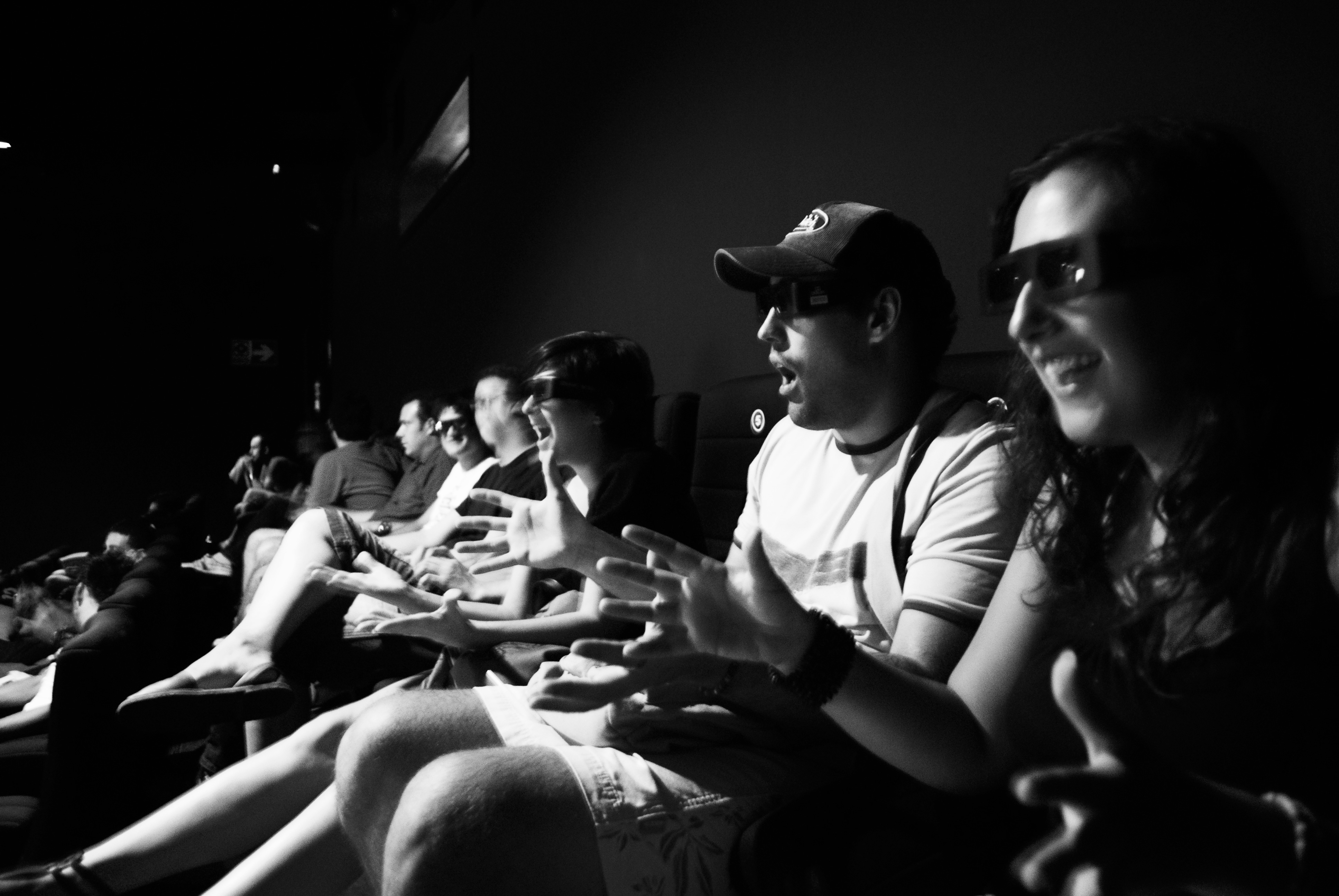
ناس يشاهدون فيلم ثلاثي الأبعاد.

رمز نظارة ثلاثية الأبعاد

فيلم ثلاثي الأبعاد، اختصاراً ثري دي " 3D "، هو عبارة عن صورة حركية مجسّمة يقوم بتعزيز الوهم البصري العميق، أي يشعر المشاهد وكأنه داخل الفيلم، وتم اشتقاق هذا النوع من التصوير ثلاثي الأبعاد. حيث يستخدم نظام كاميرا الفيديو العادية لتسجيل الفيلم كرؤية من منظورين (أو تضاف الرؤية من منظورين بواسطة الكومبيوتر في مرحلة ما بعد الإنتاج) وأجهزة خاصة لإسقاط وعرض الصور المتحركة ونظارات لتزويد العمق الوهمي. لا تقتصر تقنية الثري دي على الأفلام السينمائية في دور السينما، بل أيضاً على التلفزيون وفي تسجيلات الأفلام المباشرة التي تستخدم في المقام الأول لأغراض تسويقية.
وجدت الأفلام ثلاثية الأبعاد في خمسينيات القرن الماضي، لكن تم الاستغناء عنها لاحقاً بسبب كلفة الأجهزة والعمليات اللازمة لإنتاج وعرض فيلم الثري دي، ولعدم وجود نظام تنسيق موحّد لجميع قطاعات الأعمال والترفيه. ومع ذلك احتلت تلك الأفلام مكانة بارزة في السينما الأميركية في الخمسينيات، وتم تجريبها لاحقاً فعادت وانتعشت حول العالم في الثمانينات والتسعينات عبر مسارح آيماكس الراقية وشركة ديزني. أصبحت أفلام الثري دي ناجحة أكثر وأكثر في العقد الأول من القرن الحادي والعشرين، وبلغت ذروتها في نجاح لم يسبق له مثيل خلال عرض فيلم أفاتار في كانون الأول/ديسمبر من عام 2009 وكانون الثاني/يناير من عام 2010.